# 国家責任
国家責任（こっかせきにん）とは、国家が国際義務に違反するか、または国際義務を履行しない場合に発生する法律上の責任であり、国家責任が発生した場合の法的効果を規律する法を国家責任法という。かつては国家のみが国際法上の法主体性を認められていたために国際法上の責任も国家の行為によってのみ発生すると考えられていたが、現代では国際組織にも法主体性が認められたため、国際組織の行為についても国家の行為の場合と同じように国際法上の責任が発生すると考えられている。これらに加えて個人の責任までを含める場合には国際責任という用語が用いられる。

## 責任発生要件
国家責任を発生させるためには、国家の行為が国際法に違反すること（客観的要因）と、その行為が国家に帰属すること（主体的要因）が要件とされる。さらに国家に故意・過失があること（主観的要因）までを要件に含めるとする主張があるが、この故意・過失が要件として必要がどうかについては意見対立がある。

### 客観的要因
国家による作為が国際法上の義務に対する違反する場合、または不作為が義務の不履行に当たる場合、国家責任発生の客観的要因を満たすことになる。その国際義務が条約に由来するものか、慣習国際法に由来するものか、それ以外に由来するものかは問わない。また国際法上国家の行為の合法性は国際法によってのみ判断され、自国の国内法を理由に国際義務の不遵守・不履行を正当化することはできない。

### 主体的要因
国家は団体人格であるから国家の行為は自然人によって実行されることになるが、主体的要因とは自然人による特定の行為が国家に帰属するかどうかという問題である。国家機関の地位にある自然人が国内法上国家機関としての地位を与えられて行った行為は国家の行為とみなされる。その行為が命令に違反するものであったり、国内法上与えられた権限を逸脱する場合であっても、自然人が政府権力としての資格を持って行った活動は国家に帰属するとみなされる。国家機関に所属しない私人の行為が他国の法的利益を侵害することとなっても基本的には国家責任は発生しない。

### 主観的要因
国家の側に故意・過失があることが国家責任発生のための要件として必要と主張されることがあり、主観的要因と呼ばれる。主観的要因の妥当性については意見対立があり、妥当するとする立場を過失責任主義、妥当しないとする立場を客観責任主義という。

## 違法性阻却事由
すでに述べたように違法行為の存在は国家責任発生ための要件の一つであるが、一定の事情の下では行為の違法性が阻却されることがあり、そのような免責事情を違法性阻却事由という。そうした事情が存在する場合には、違反があったとされる国際義務が例外的に存在しないか、または義務が機能しないものとして扱われる。そのため違法性阻却事由の存在は、そのような事情が存在すると主張する側が立証しなければならない。

## 国際請求
他国の違法行為により損害を受けた国は、違法行為を行った国に対して国際請求を提起する権利を有する。国際請求の方法として具体的には外交交渉、国際裁判、その他国際紛争の平和的解決の方法が認められる。

### 法益侵害の存在
国家責任の発生要件（#責任発生要件参照）について、かつて損害または実害の発生が要件のうちに含まれるかについて議論があった。しかし、例えば他国領空の無許可飛行などのように、国際違法行為のなかには実害の発生を必ずしも伴わないものもあるため、損害の発生は国家責任発生の要件とはいえない。一方で、国際違法行為により被害を被った国が加害国に対して国家責任追及を行うためには、損害が存在することが認められなければならない。つまり、損害の発生は国家責任発生要件そのものではないが、他国の国家責任追及のための条件といえる。

### 外交的保護
外国の管轄下において自国民が損害を被った場合、その本国は相手国に対し自国民に救済を与えることを求めた国際請求を提起する権利を有する。この権利を外交的保護権という。ヴァイマル憲法のように外交的保護を受ける国民の権利が国内法上定められる場合もあるが、国際法上はこの権利は国家の権利であり外国管轄下で損害を受けた個人の権利ではない。そのため自国民が損害を主張し外交的保護権行使を求めたとしても、本国が相手国との外交関係の考慮などからあえて権利を行使しない場合もあるし、権利行使により本国が加害国から賠償を受けたとしても、その賠償を自国民救済のためにあてる義務が本国に課されるわけではない。

## 責任解除
国際違法行為により国家責任が発生した場合、加害国は責任を解除する義務を負い、被害国はその責任を追及する権利を有する。国家は違法行為を行った場合、その違法行為によって生じた損害を賠償しなければならない。以下に賠償方法を具体的に、原状回復、金銭賠償、満足にわけて述べる。

### 原状回復
原状回復は、国際違法行為がなされていなければ存在していたであろう状態を回復させることである。国際違法行為による損害救済は基本的に原状回復によってなされる。例えば違法に収容された財産の返還、違法に占領された土地の返還、違法に逮捕・誘拐した外国人の釈放、条約に反する国内法の改廃、などが挙げられる。人命が失われるなどのように原状回復が不可能な場合、原状回復は可能であっても無意味な場合、または被害国が原状回復を望まない場合、以下に述べる原状回復以外の方法による賠償が行われることになる。

### 金銭賠償
原状回復が国際法上求められていない場合や、事実上不可能な場合には、損害とつりあった規模の金銭賠償の義務が生じる。違法行為により物質的損害が発生した場合にはよく用いられる手段である。違法行為に重大な過失がともなっていたなど特別に考慮すべき事情がある場合に、英米法では原告が被った損害を超える賠償額支払いを被告に命じる懲罰的損害賠償の制度があるが、国際法においてはこのような賠償制度は採用されておらず、賠償は損失とつりあった規模でなされる。

### 外形的行為
国際違法行為による損害が人命や財産といった有形的損害に限られない場合には、外形的行為による救済が行われる。これを満足（サティスファクション）という場合もある。たとえば陳謝、責任者の国内法上の処罰、再発防止の保証、相手国国旗への敬礼といった象徴的行為などがこれに含まれる。加害国が自らこの方式による賠償を行おうとしない場合には、国際裁判所による違法性の宣言判決や、国際機関による非難決議といった方法もとられる。